# System.map
System.map je v Linuxu soubor s tabulkou symbolů používanou linuxovým jádrem. Jsou v něm vazby mezi identifikátory a jejich adresami. Využívány jsou například při zaopatřování chybových hlášek oops a panic.
Příklad úryvku souboru System.map:
```
c041bc90 b packet_sklist
c041bc94 b packet_sklist_lock
c041bc94 b packet_socks_nr
c041bc98 A __bss_stop
c041bc98 A _end
c041c000 A pg0
ffffe400 A __kernel_vsyscall
ffffe410 A SYSENTER_RETURN
ffffe420 A __kernel_sigreturn
ffffe440 A __kernel_rt_sigreturn
```

Protože je System.map specifický pro konkrétní sestavení jádra, vzniká při každém sestavení znovu. Do běžícího systému je typicky umisťován do adresáře /boot s jménem /boot/System.map-$(uname -r).